# Смородск
Смородск (укр. Смородськ) — село, входит в Милячскую сельскую общину Сарненского района Ровненской области Украины. Село расположено на реке Горынь, на севере Сарненского района, в 74 км от районного центра г. Сарны, возле государственной границы с Республикой Беларусь.
Население по переписи 2001 года составляло 695 человек. Почтовый индекс — 34113. Телефонный код — 3658. Код КОАТУУ — 5621889202.

## Галерея
- Сельская церковь
- Сельская школа
- Река Горынь